# Emilia Pogonowska-Jucha

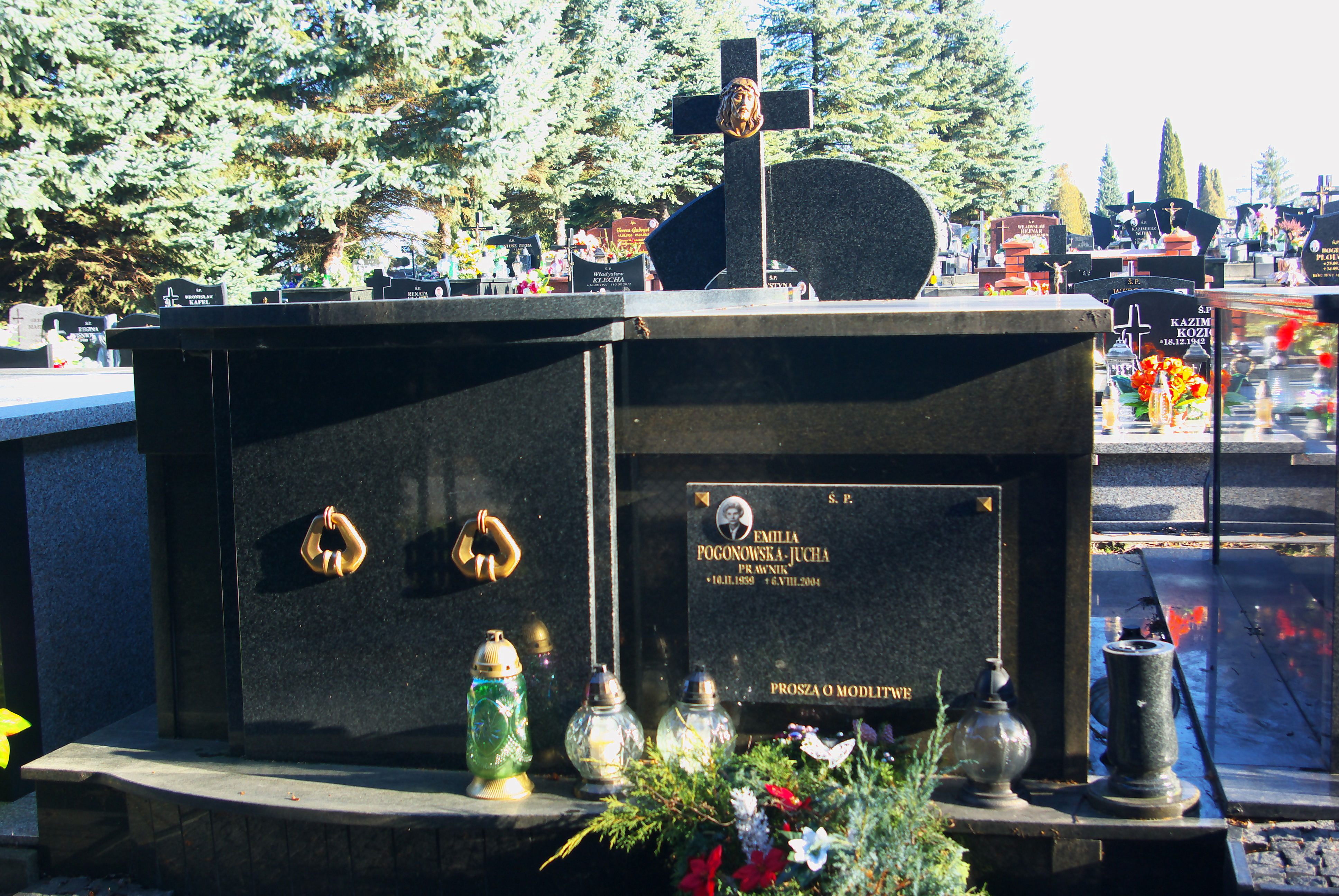
Grób Emilii Pogonowskiej-Juchy

Emilia Janina Pogonowska-Jucha (ur. 10 lutego 1939 w Siedliskach, zm. 6 sierpnia 2004) – polska prawniczka, sędzia, posłanka na Sejm IX oraz X kadencji.

## Życiorys
Ukończyła w 1963 studia prawnicze na Uniwersytecie Marii Curie-Skłodowskiej w Lublinie. Pracę rozpoczęła w Sądzie Rejonowym w Białymstoku, w 1965 została asesorem sądowym Sądu Powiatowego w Giżycku. W okresie 1967–1976 była sędzią Sądu Powiatowego, a następnie Sądu Wojewódzkiego w Krośnie. W 1990 została sędzią Sądu Apelacyjnego w Rzeszowie, w którym orzekała do czasu swojej śmierci.
W 1966 wstąpiła do Zjednoczonego Stronnictwa Ludowego. Zasiadała w komitecie miejskim tej partii w Krośnie. Była radną Wojewódzkiej Rady Narodowej. Pełniła funkcje wiceprzewodniczącej Sekcji Kobiet Prawników przy Zarządzie Wojewódzkim Ligi Kobiet Polskich w Krośnie, członka zarządu Sekcji Kobiet Prawników przy Zarządzie Głównym LKP oraz członka Zarządu Wojewódzkiego Polskiego Czerwonego Krzyża w Krośnie.
W 1985 i 1989 uzyskiwała mandat posłanki na Sejm PRL w okręgu krośnieńskim z puli ZSL. W trakcie IX kadencji zasiadała w Komisji Administracji, Spraw Wewnętrznych i Wymiaru Sprawiedliwości oraz w Komisji Prac Ustawodawczych, a w X w Komisji Regulaminowej i Spraw Poselskich, Komisji Sprawiedliwości, i Komisji Konstytucyjnej. Przez dwie kadencje zasiadała w ośmiu komisjach nadzwyczajnych. W 1989 uczestniczyła w obradach Okrągłego Stołu w podzespole do spraw reformy prawa i sądów (z ramienia strony rządowej). Na koniec X kadencji była posłanką niezrzeszoną, nie ubiegała się o reelekcję.
Od 1991 do 1993 była zastępcą członka, a w latach 1993–1997 członkiem Trybunału Stanu (z rekomendacji Polskiego Stronnictwa Ludowego).
Została pochowana na Cmentarzu Komunalnym w Krośnie.

## Odznaczenia
- Krzyż Kawalerski Orderu Odrodzenia Polski (1988)
- Srebrny Krzyż Zasługi (1978)
- Brązowa Odznaka „Za zasługi w ochronie porządku publicznego”
- Medal 40-lecia Polski Ludowej
- Odznaka tytułu honorowego „Zasłużony dla Wymiaru Sprawiedliwości PRL”
- Odznaka „Zasłużony dla województwa krośnieńskiego”
- Odznaka „Zasłużony Działacz Frontu Jedności Narodu”